# Chasson Randle
Chasson Randle (* 5. února 1993, Rock Island, USA) je profesionální americký basketbalista. Od roku 2015 hrál za klub ČEZ Basketball Nymburk, v létě roku 2016 podepsal smlouvu s týmem NBA New York Knicks.

## Kariéra
V roce 2011 získal ocenění „Illinois Mr. Basketball“ pro nejlepšího středoškolského hráče basketbalu ve státě Illinois. V letech 2011 až 2015 hrál za tým Stanford Cardinal, reprezentující Stanfordovu univerzitu v Kalifornii. Byl vyhlášen jako nejlepší střelec a nejlepší „trojkař“ této univerzity všech dob.
V roce 2015 nebyl draftován do NBA, v Letní lize toho roku hrál s Golden State Warriors. Poté podepsal smlouvu s ČEZ Basketball Nymburk, v létě roku 2016 s týmem NBA New York Knicks.